# Capys (Albe la Longue)
Pour les articles homonymes, voir Capys.
Capys est un descendant d'Énée et un roi légendaire d'Albe la Longue. 

## Biographie
Chez Tite-Live, Capys (Capys Silvius) est le septième roi d'Albe, fils et successeur d'Atys, père et prédécesseur de Calpetus. 
Selon Denys d'Halicarnasse, Capys est aussi le septième roi d'Albe, mais successeur de Capetus et prédécesseur de Calpetus ; il aurait régné 28 ans. Capys apparaît aussi chez Appien, dans une liste plus courte où il est le cinquième roi d'Albe, successeur de Latinus Silvius et prédécesseur de Capetus. Chez Diodore de Sicile, le nom n'apparaît pas sous cette forme, mais on trouve en sixième position un roi du nom d'Apis, prédécesseur de Calpetus, qui semble lui correspondre.
Le choix de ce nom de Capys par ceux qui ont constitué ces listes se comprend bien si on se rappelle que Capys était le nom d'un Troyen, père d'Anchise et grand-père d'Énée.